# Peter Warburton
Pour les articles homonymes, voir Warburton.
Le colonel Peter Egerton Warburton (né le 16 août 1813 à Cheshire, au Royaume-Uni et mort le 5 novembre 1889 à Beaumont (Australie) (en), près d'Adélaïde, en Australie) est un explorateur anglais qui a voyagé dans les déserts de l'ouest australien en 1873-1874 et a rejoint l'Australie centrale à Australie l'occidentale depuis Adélaïde et par l'intermédiaire d'Alice Springs en 1872.

## Biographie
Élevé en France par des tuteurs, il entre dans la Marine en 1825 et devient Aspirant sur le HMS Windsor Castle. Il sert alors dans l'armée des Indes (1831-1853). 
En 1853, il rend visite à son frère en Australie et décide de s'y installer comme commissaire de police, poste qu'il occupera jusqu'en 1867, date à laquelle il se réengage dans l'armée. 

## Expéditions
Entre 1857 et 1872, il dirigera six expéditions, explorant notamment la région du lac de Streaky Bay et de Mount Margaret. En 1866, il atteint la Warburton River. 
Du 21 septembre 1872 au 21 janvier 1874, il commande la principale expédition. Parti d'Adélaïde avec son fils, un bushman et deux chameliers pour les dix-sept chameaux de l'équipage, il traverse toute l'Australie et parvient à Roebourne dans le Nord-Ouest. Atteint par le scorbut comme tous les membres de l'expédition, il perd un œil durant le périple.  
Il devient par la suite viticulteur à Beaumont (Australie) (en), près d’Adélaïde, où il finit sa vie.

## Écrit
- Journey across the western interior of Australia, 1874